# Attilio Mariani
Attilio Mariani (1921, Milán-Milán, 1982) fue un arquitecto, italianos del siglo XX.

## Biografía
La obra  más conocida es la Casa Abstracta en Viale Beatrice d'Este 24 construida con Carlo Perogalli, asistente de Enrico Griffini en el Politécnico de Milán, y el artista Mario Ballocco y el Palazzo adyacente en Viale Beatrice d'Este 26, en el Quadronno en Milán, realizada en 1952 e inspirada en las teorías desarrolladas sobre la síntesis de las artes por el (MAC-Movimento Arte Concreta). Mariani también construyó los edificios de Via Carlo Crivelli 9 y Via Carlo Crivelli 15 en el distrito de Quadronno.

## Obras
- 1952, La Casa Abstracta, Viale Beatrice d'Este 24 creada con Carlo Perogalli y el artista Mario Ballocco[2]
- 1952, Edificio en Viale Beatrice d'Este 26, en el distrito Quadronno de Milán[3]
- Via Carlo Crivelli 9
- Via Carlo Crivelli 15 en el distrito de Quadronno